# Jo’aw Hofmajster
Jo’aw Hofmajster (hebr. ‏יואב הופמייסטר‎, ang. Yoav Hofmayster, Yoav Hofmeister, ur. 25 grudnia 2000 w Hod ha-Szaron) – izraelski piłkarz, grający na pozycji defensywnego pomocnika oraz reprezentacji Izraela.